# Würzel (artiste)
 (décembre 2023).
Si vous disposez d'ouvrages ou d'articles de référence ou si vous connaissez des sites web de qualité traitant du thème abordé ici, merci de compléter l'article en donnant les références utiles à sa vérifiabilité et en les liant à la section « Notes et références ».
Pour les articles homonymes, voir Wurzel.
Würzel, de son nom complet Michael Burston, né le 23 octobre 1949 à Cheltenham et mort le 9 juillet 2011 des suites d'une cardiomyopathie, est un musicien britannique.
Alors qu'il n'était qu'un obscur musicien amateur, Würzel accède à la notoriété en rejoignant à l'âge de 34 ans passés les rangs de Motörhead en 1984 pour ne quitter le groupe qu'en 1995. Incapable de choisir entre Würzel et Phil Campbell pour remplacer Brian Robertson, Lemmy décide de recruter les deux guitaristes pour transformer Motörhead en quatuor.
Il quitte définitivement Motörhead une semaine et demie avant le départ en tournée européenne du groupe à la suite de l'album Sacrifice.